# جون شابمان (رسام)
جون شابمان (بالإنجليزية: John Chapman)‏ هو رسام بريطاني، ولد في 11 سبتمبر 1946 في بلاكبرن في المملكة المتحدة.